# Motasem Sabbou
Motasem Bellah Masaud Mohamed Sabo (ar. المعتصم الصب; ur. 20 sierpnia 1993 w Trypolisie) – libijski piłkarz występujący na pozycji obrońcy, zawodnik tunezyjskiego klubu US Monastir. Reprezentant Libii.

## Kariera klubowa
W latach 2013–2020 zawodnik libijskiego klubu Al-Ittihad Trypolis z Dawrī ad-Darağa al-’Ūlà al-Lībī. 25 stycznia 2020 podpisał kontrakt z tunezyjskim klubem US Monastir z Championnat la Ligue Professionnelle 1, umowa do 30 czerwca 2022.

## Kariera reprezentacyjna
W reprezentacji Libii zadebiutował 24 marca 2013 na stadionie Stade des Martyrs (Kinszasa, Demokratyczna Republika Konga) w zremisowanym 0:0 meczu eliminacyjnym do Mistrzostw Świata w Piłce Nożnej 2014 przeciwko Demokratycznej Republice Konga.